# Totenkarköpfl
De Totenkarköpfl is een 3193 meter hoge bergtop in de Ötztaler Alpen in de gemeente Kaunertal in de Oostenrijkse deelstaat Tirol.
De berg ligt in de Totenkar in de Kaunergrat, ten zuiden van de Rofelewand. Op de oostelijke flank van de top begint de gletsjer Totenferner. Niet ver van de Totenkarköpfl is ook de Gamezkogel gelegen. Beklimming van de Totenkarköpfl is mogelijk door vanaf de Verpeilhütte de zuidelijk van de top gelegen gletsjer Schweikertferner te overkruisen, waarna de top over de zuidwestelijke flank bereikbaar is. Deze tocht neemt ongeveer vier uur in beslag.